# Souterrain von Kirkton
Das Souterrain von Kirkton (etymol.: das Kirchdorf; es gibt mehrere Orte dieses Namens), auch Kirkton Earthhouse genannt, liegt westlich des Küstenortes Golspie und nordwestlich des Weilers Kirkton, der auf der Nordseeseite der traditionellen schottischen Grafschaft Sutherland liegt, die heute Teil der Council Area Highland ist. Eine Vertiefung im Gras zwischen einer Feldmauer und einem Gehölz bildet den Zugang zu dem gut erhaltenen Souterrain. Es ist eines von 40 Souterrains in Sutherland. Bei den Souterrains wird grundsätzlich zwischen „rock-cut“, „earth-cut“, „stone built“ und „mixed“ Souterrains unterschieden.
Der heutige Eingang hat drei Stufen, ein zweiter heute verstürzter Eingang befindet sich möglicherweise auf der anderen Seite des geraden, etwa zehn Meter langen gemauerten und durch Platten gedeckten Ganges. Entgegen der auf dem schottischen Festland vorherrschenden gebogenen Form (zum Beispiel Ardestie; Carlungie; Culsh und Tealing) ist dieses Souterrain kreuzförmig. Diese Form ist auch auf den Inseln (Hebriden und Orkney) unbekannt. Der längere, vom Zugang her kommende Gang wird etwa in der Mitte rechtwinkelig von zwei leicht versetzten Gängen ergänzt. An den Enden dieser beiden, wesentlich kürzeren Kreuzarme befinden sich Kammern. 
Neben Nahrungsabfällen wurde ein kleiner Schieferring gefunden, der sich jetzt im Museum von Dunrobin Castle befindet. Das Souterrain wurde im 19. Jahrhundert ausgeräumt. 
Unweit des Souterrains liegt ein beraubter Cairn von etwa 17 m Durchmesser, mit einer zentral gelegenen Steinkiste. Die decksteinlose Kiste misst 1,2 m × 0,9 m. 